# Ruhegebet
Ruhegebet nennt man eine frühchristliche Gebetsform, die auf Johannes Cassianus (360–435) zurückgeht. 
Das Ruhegebet zeichnet sich dadurch aus, dass der Betende auf alles bewusste Denken verzichtet und sich durch das Wiederholen einer einfachen Gebetsformel immer zurückbesinnt und abschweifende Gedanken ziehen lässt. Von den Wüstenvätern ist die einfache Gebetsformel Komm, Gott, und hilf mir! (Ps 70,2 ) überliefert, die bis heute als Versikel, als Eröffnungsvers im Stundengebet der Kirche verwendet wird. 

## Entstehung
Cassian hat diese Form des Betens vor allem bei den Wüstenvätern in der ägyptischen Wüste erlernt. Anschließend hat er sein Wissen in den sogenannten Collationes patrum (deutsch: 24 Unterredungen mit den Vätern) verschriftlicht. Die Werke Cassians gehören zu den bedeutendsten frühchristlichen Werken der Theologie. Zahlreiche Theologen wurden durch sie beeinflusst, unter ihnen sind Thomas von Kempen und Ignatius von Loyola die Bekanntesten.
Der Sache nach ist das Ruhegebet diejenige Gebetsform, aus der später das Herzensgebet entstanden ist. Als allgemeinere Vorform des Herzensgebets kann das Ruhegebet dem Hesychasmus zugeordnet werden, obwohl dieser Begriff erst lange nach dem Ruhegebet geprägt worden ist. 
Nachdem die frühchristlichen Gebetsformen vielfach in Vergessenheit geraten sind, haben sich viele Menschen auf der Suche nach Mystik und Meditation asiatischen Religionen zugewandt. In der Gegenwart weisen insbesondere Theologen und Schriftsteller wie Peter Dyckhoff auf das Ruhegebet als wichtige christliche Gebetsform hin.